# Dietkirchen (Pilsach)
Dietkirchen ist ein Gemeindeteil der Gemeinde Pilsach im Landkreis Neumarkt in der Oberpfalz in Bayern.

## Geographie
Das Kirchdorf liegt im oberpfälzischen Jura circa 1 km nördlich des Tales der Schwarzen Laber auf circa 516 m ü. NHN. Dietkirchen ist über eine Gemeindeverbindungsstraße zu erreichen, die im Süden des Ortes von der Staatsstraße 2240 abzweigt und sich im Ort in die Richtungen Hilzhofen bzw. Habertshofen verzweigt. Eine Gemeindeverbindungsstraße führt von Dietkirchen nach Niederhofen.

## Geschichte
Der Ort ist 1129 mit einem Ortsadeligen namens Rahewinus de Dietchirechen erstmals erwähnt. Im Ort hatte das Kloster Kastl, dem seit 1310 die Pfarrei Dietkirchen inkorporiert war, auch Untertanen (neun Hofstätten). 1313 erscheint als Ortsname „Dytchirchen“. Im 15. Jahrhundert gehörte das Dorf zur Probstei und Hofmark Litzlohe des Klosters St. Emmeram in Regensburg und war hochgerichtlich dem Pflegamt Pfaffenhofen unterstellt. Für 1643 ist bekannt, dass es in Dietkirchen eine Schule gab; 1878 bis 1881 wurde ein Schulhaus errichtet. Gegen Ende des Alten Reiches, um 1800, gab es drei Grundherrschaften, die über ihren Besitz die Niedergerichtsbarkeit ausübten, nämlich das Klosteramt Kastl, das Kastenamt Pfaffenhofen und das Klosterrichteramt Gnadenberg.
Im Königreich Bayern wurde um 1810 der Steuerdistrikt, mit dem zweiten Gemeindeedikt von 1818 die Ruralgemeinde Dietkirchen gebildet und dem Landgericht Kastl zugeteilt. Während Niederhofen von Anfang an zu Dietkirchen gehörte, kamen 1818 die Orte Eschertshofen und Giggling aus dem Steuerdistrikt Laaber hinzu.
In Dietkirchen selber lebten
- 1836 44 Einwohner (7 Häuser),[7]
- 1861 50 Einwohner (17 Gebäude, 1 Kirche, Schule),[8]
- 1871 36 Einwohner (15 Gebäude; an Großviehbestand 2 Pferde und 39 Stück Rindvieh),[9]
- 1900 51 Einwohner (7 Wohngebäude),[10]
- 1925 37 Einwohner (7 Wohngebäude),[11]
- 1937 52 Einwohner (nur Katholiken),[12]
- 1950 59 Einwohner (10 Wohngebäude).[13]
- 1987 43 Einwohner (10 Gebäude mit Wohnraum, 11 Wohnungen).[14]

Heute sind 41 Hausnummern vergeben.
Zum Abschluss der bayerischen Gebietsreform wurde die Gemeinde Dietkirchen zum 1. Januar 1978 nach Pilsach eingemeindet.

## Kirchliche Verhältnisse

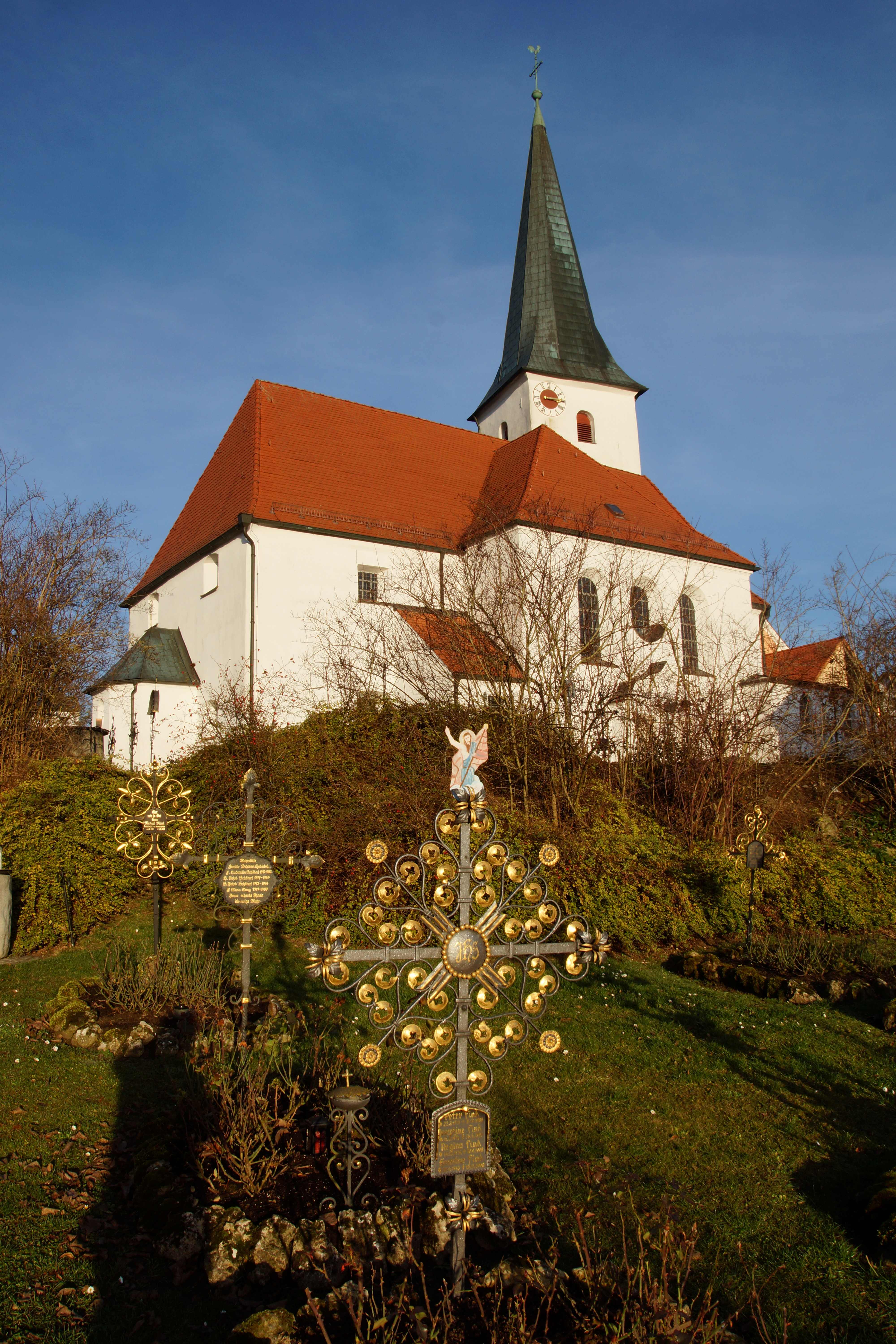
Die Pfarrkirche St. Stephan

Dietkirchen ist der Sitz der gleichnamigen katholischen Pfarrei, deren Patronatsrecht seit 1287 das Kloster Kastl im Bistum Eichstätt besaß; 1310 wurde die Pfarrei dem Kloster inkorporiert. 1540 bis 1626 war mit Pfalz-Neuburg Dietkirchen evangelisch. Die Pfarrkirche St. Stephan wurde 1921 erweitert. Der barocke Hochaltar zeigt als Altarbild die Steinigung des hl. Stephan. Vor der Kirche befindet sich mit dem „Rosenfriedhof“ ein Friedhof, der bei neuen Gräbern seit 1933 nur handgeschmiedete Kreuze (inzwischen circa 200) und keine Grabsteine sowie als einheitliche Bepflanzung rote Rosen aufweist. Das ehemalige Pfarrhaus ist 1986 zu einem Jugendhaus mit 27 Betten umgestaltet worden.

## Denkmäler
Die Kirche und der Friedhof gelten als Denkmäler, ebenso die Marienkapelle (17. Jahrhundert) an der Straße nach Habertshofen, ein Dreifaltigkeitsbild und ein St. Wendelin-Bildstock an der Straße nach Frickenhofen.